# Château Fougas
 (mars 2011).
Si vous disposez d'ouvrages ou d'articles de référence ou si vous connaissez des sites web de qualité traitant du thème abordé ici, merci de compléter l'article en donnant les références utiles à sa vérifiabilité et en les liant à la section « Notes et références ».
Le Château Fougas est un domaine viticole des côtes-de-bourg, d’une superficie de 22 ha, situé sur la commune de Lansac (Gironde) (30 km au nord de Bordeaux). 
La propriété est détenue depuis 1976 par Jean-Yves Béchet, issu d'une famille de négociants bordelais.

## Historique du château Fougas
L’implantation du vignoble date du XVIIIe siècle. Fougas appartenait alors au prieuré de Bellegarde. Une aquarelle d'arpenteur de cette époque représente les terres d'un seul tenant entourant le château, comme de nos jours. La bâtisse en pierre girondine est construite en 1778. Le château Fougas est cité dès les premières éditions du Féret.
Depuis 1982, il est possible pour des particuliers de louer des pieds de vigne. 
Le Château Fougas est certifié en agriculture biologique et en biodynamie. Cela se traduit par le travail du sol, l'ajout régulier d'amendement exclusivement organique, l'abolition de tout usage de pesticides pour les traitements phytosanitaires, ainsi que l'utilisation de diverses préparations de biodynamie.[réf. nécessaire]

## Vin et terroir
Fougas est situé sur un plateau, naturellement drainé par 2 petits ruisseaux. Le sol est composé de colluvions hydrauliques et éoliennes, d'argiles ferrugineuses bleues alliées des sables et des graves, déposées sur un soubassement de calcaire du Fronsadais. Le domaine s'étend sur 22 hectares de vignes, au cœur de l’appellation côtes-de-bourg. L’encépagement est typique du Bordelais : 80 % merlot, 20 % cabernet sauvignon.
Les vendanges sont réalisées de façon manuelle à l'aide de deux tables de tri (une avant et l'autre après l'érafloir). Afin de préserver la typicité de chaque parcelle, celles-ci sont vinifiées séparément, dans leur propre cuve puis dans leur lot de barriques, jusqu’à la mise en bouteille. Fermentation alcoolique et élevage respectent le cahier des charges de l’agriculture biologique et de la biodynamie. Les vins sont élevés 18 mois en barriques avant leur mise en bouteilles.[réf. nécessaire]
L'âge moyen de la vigne est d'une trentaine d'années pour une densité de 5 550 pieds/ha. La production annuelle est d'environ 90 000 à 100 000 bouteilles.
Le Château Fougas produit un vin en bio et en biodynamie et bénéficie de nombreuses certifications dont Ecocert, Déméter et biodyvin. Il est aussi membre de Renaissance des Appellations.

## Les vins
- Château Fougas Maldoror
- Château Fougas Organic
- Château Fougas Forces de Vie